# 파티마 사나 셰이크
파티마 사나 셰이크(힌디어: फ़ातिमा सना शेख, 영어: Fatima Sana Shaikh, 1992년 1월 11일 ~ )는 인도의 배우이다.